# Oliphantsbrug
De Oliphantsbrug (brug 1957) of Olifantsbrug is een brug op de grens van Amsterdam-Centrum en Amsterdam-Oost. 
De voetgangers- en fietsersbrug vormt de verbinding tussen het Wilhelmina Blombergplein en de Alexanderkade aan de noordkant en de Mauritskade aan de zuidkant van de Singelgracht. De brug is alleen toegankelijk voor voetgangers en fietsers. Aangezien aan beide einden van de brug onvoldoende ruimte was voor een talud, zijn alternatieve oplossingen gezocht om de steile helling te kunnen nemen. Zo is aan de noordkant bij het landhoofd een constructie aangebracht die doet denken aan een nijptang, of meer in het verlengde van de naam de snijtanden van een olifant.
De brug kreeg in 2014 haar naam. Die naam dankt de brug aan ’t Oliphants Pad, dat hier in de buurt liep ten zuiden van de Singelgracht (recht ten zuiden van de Weesperpoort). Een andere reden voor de vernoeming was, dat de dierentuin Artis in de buurt ligt. Een derde reden werd gevonden in het feit dat er in de buurt meer bruggen naar dieren werden vernoemd.  
Deventer kende in het verleden ook een Olifantsbrug, deze brug dankte haar naam aan het feit dat in 1919 een circusolifant hij transport door de brug zakte en in het water belandde. Die brug werd door demping overbodig en gesloopt. 

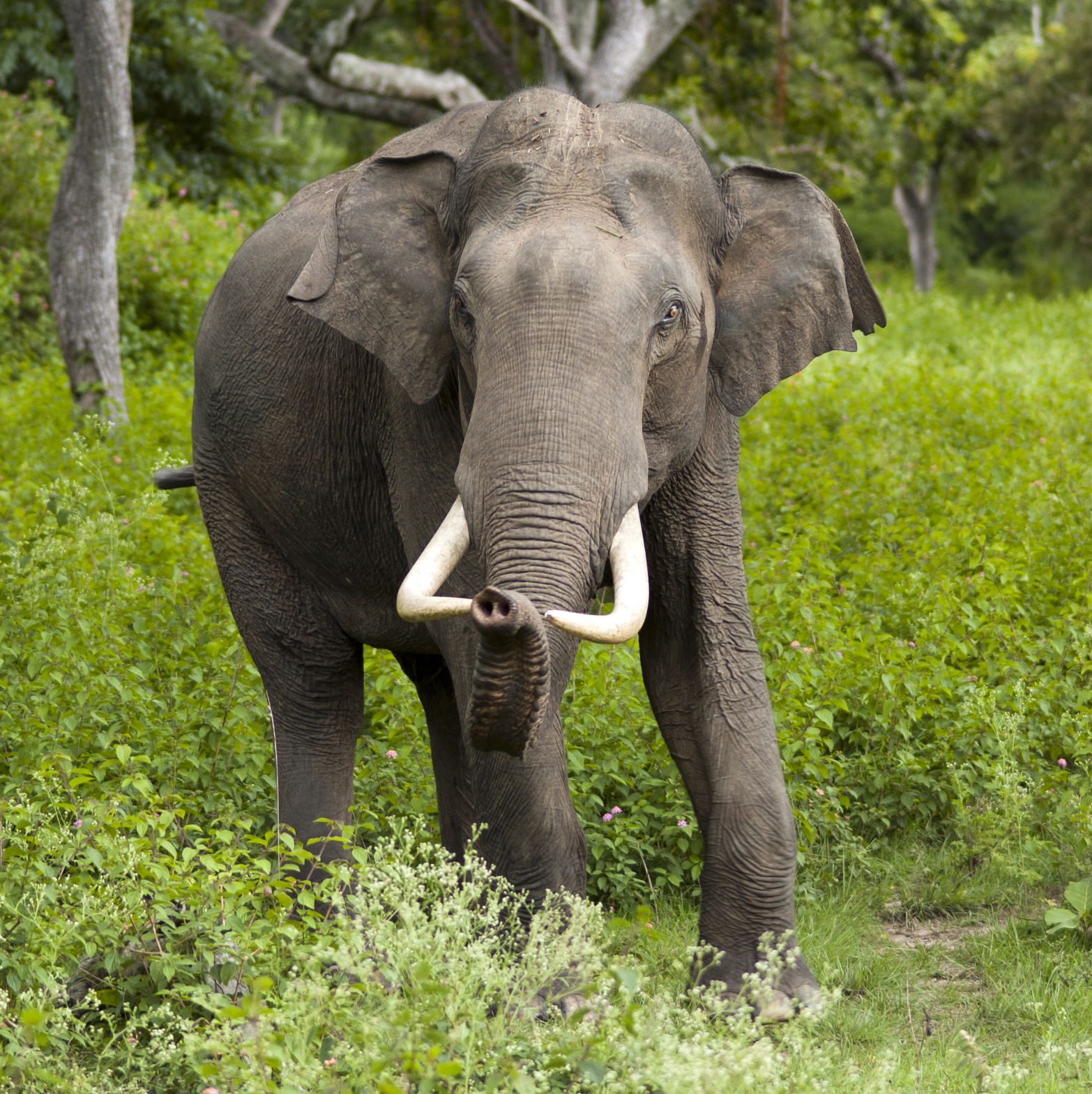
Overeenkomst met de aanrijdconstructie voor fietsers

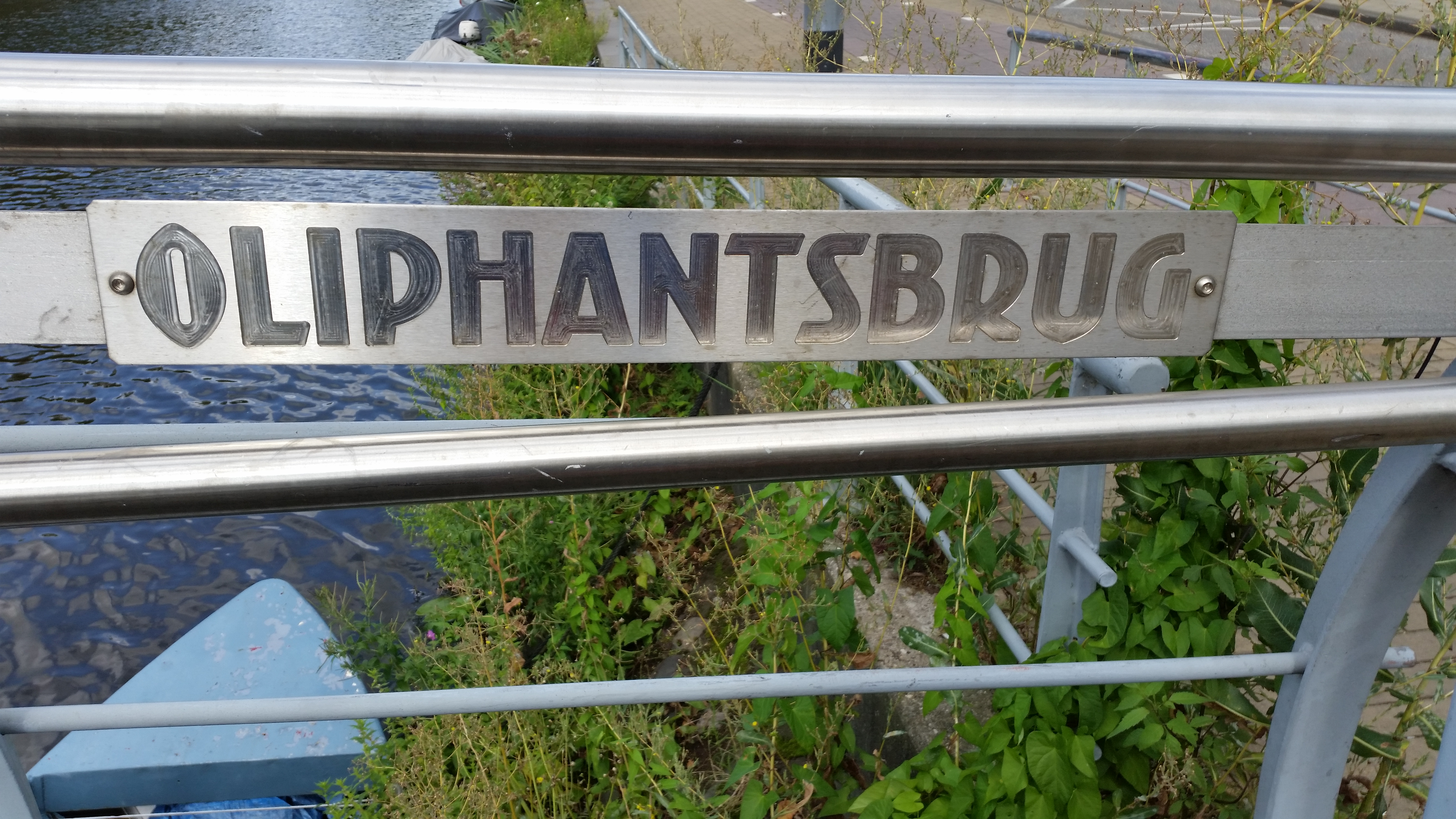
Naamplaat Oliphantsbrug